# Систематическая номенклатура циклоалканов
Полную номенклатуру органических соединений по стандартам ИЮПАК смотрите здесь.

## Моноциклические соединения (моноциклоалканы)
Алгоритм названия:
1. За основу берётся название неразвлетлённого алкана, содержащего в цепи такое же количество атомов углерода, что и в цикле. Если молекула моноциклоалкана является ненасыщенной, то название образуют, заменяя суффикс -ан в названии циклоалкана на суффиксы -ен, -адиен, -атриен, -ин, -адиин.
2. Перед названием алкана прибавляется приставка цикло-.
3. Атомы углерода нумеруются в цикле так, чтобы на заместители указывали наименьшие числа.
4. Если в молекуле имеются несколько изолированных друг от друга циклов или алифатическая углеродная цепь, примыкающая к циклу, сложна для названия по систематической номенклатуре, то название такого углеводорода можно получить исходя из номенклатуры алифатических углеводородов и рассматривая при этом цикл в качестве одного из заместителей.
5. Если в молекуле два одинаковых радикала присоединены к одному и тому же атому углерода, то перед приставкой ди- и названием радикала можно добавить приставку гем- (англ. gemini - близнецы).

Дополнительные правила названия (для моноциклоалкилов)
1. Одновалентные радикалы, образуемые из циклоалканов, обозначают, заменяя суффикс -ан в названии углеводорода на -ил, причем местоположение атома углерода со свободной валентностью указывают цифрой 1.
2. Если радикал является ненасыщенным, то суффикс -ан заменяется на суффикс -енил, -инил или -диенил, в зависимости от количества двойных / тройных связей, при этом название сопровождается пунктом 3.
3. Названия двухвалентных радикалов, получаемых из насыщенных или ненасыщенных моноциклических углеводородов отнятием двух атомов водорода от одного и того же атома углерода в кольце, образуют, заменяя суффиксы -ан, -ен, -ил на суффиксы -илиден, -енилиден, -инилиден, если от разных — то на суффиксы -илен, -енилен, -диенилен, -винилин.

| Примеры четырёх моноциклоалканов: 1 — бромциклопропан, 2 — 1,3-диметилциклогексан, 3 — циклопентан-1,3-дикарбоновая кислота (есть главная функциональная группа, которая записывается в суффикс) 4 — транс-1,3-диметилциклогексан. |